# Герцог, Фабрис
Фабрис Герцог (нем. Fabrice Herzog; род. 9 декабря 1994, Фрауэнфельд) — швейцарский хоккеист, нападающий клуба «Цуг» и сборной Швейцарии.

## Карьера
Герцог был выбран в пятом раунде драфта НХЛ 2013 года клубом «Торонто Мейпл Лифс».
Герцог дебютировал в сезоне-2012/13 за хоккейный клуб «Цуг» в швейцарской национальной лиге (NLA), до этого выступал за юниорские команды, жил в Кройцлинген.
В следующем сезоне он перешёл в главную юниорскую хоккейную лигу Квебека (LHJMQ), где играл за «Квебек Ремпартс». Одновременно с этим Герцог играл в Американской хоккейной лиге за «Торонто Марлис», за клуб провёл в общей сложности пять матчей. В 2014 году вернулся в «Цуг».